# لورين هيل
لورين هيل (بالإنجليزية: Lauryn Hill) هي مغنية هيب هوب وريغيو رابو سول و كاتبة اغاني، ومنتجة وممثلة أمريكية. وقد اشتهرت لكونها عضوا في و مجموعة فوجيس وعن ألبومها المنفرد، ذي مسدكاشين أوف لورين هيل.

## أفلام
- 1991 كما يتحول العالم
- 1993 ملك التل
- 1994 قانون شقيقة، أكت 2
- 1994 الأخت القانون

## ألبومات
- 1994 : اضعافها على الواقع (النازحون)[6]
- 1996  : الدرجة (النازحون)

## روابط خارجية
- Official website
- لورين هيل على موقع IMDb (الإنجليزية)
- لورين هيل على موقع الموسوعة البريطانية (الإنجليزية)
- لورين هيل على موقع روتن توميتوز (الإنجليزية)
- لورين هيل على موقع ألو سيني (الفرنسية)
- لورين هيل على موقع ميوزك برينز (الإنجليزية)
- لورين هيل على موقع رولينغ ستون (الإنجليزية)
- لورين هيل على موقع أول موفي (الإنجليزية)
- لورين هيل على موقع قاعدة بيانات الأفلام السويدية (السويدية)
- لورين هيل على موقع إن إن دي بي (الإنجليزية)
- لورين هيل على موقع أول ميوزيك (الإنجليزية)
- Lauryn Hill نسخة محفوظة 16 ديسمبر 2017 على موقع واي باك مشين. at إم تي في